# Криптодепресија
Криптодепресија (грч. kryptos - „скривен“ и лат. depressio - „спуштање“) је удубљење испуњено водом, чија је површина изнад нивоа мора, а дно испод нивоа мора. Потиче од грчке речи крипто, што значи скривен или тајан, и речи депресија, што у географији представља израз за предео нижи од нивоа површине мора. Криптодепресије су углавном језера.
Највећа криптодепресија на свету је Бајкалско језеро у Русији, а у Европи је то Ладога. На Балканском полуострву највећа криптодепресија је Скадарско језеро на граници Црне Горе и Албаније.